# 아사노 나가나오 (1610년)

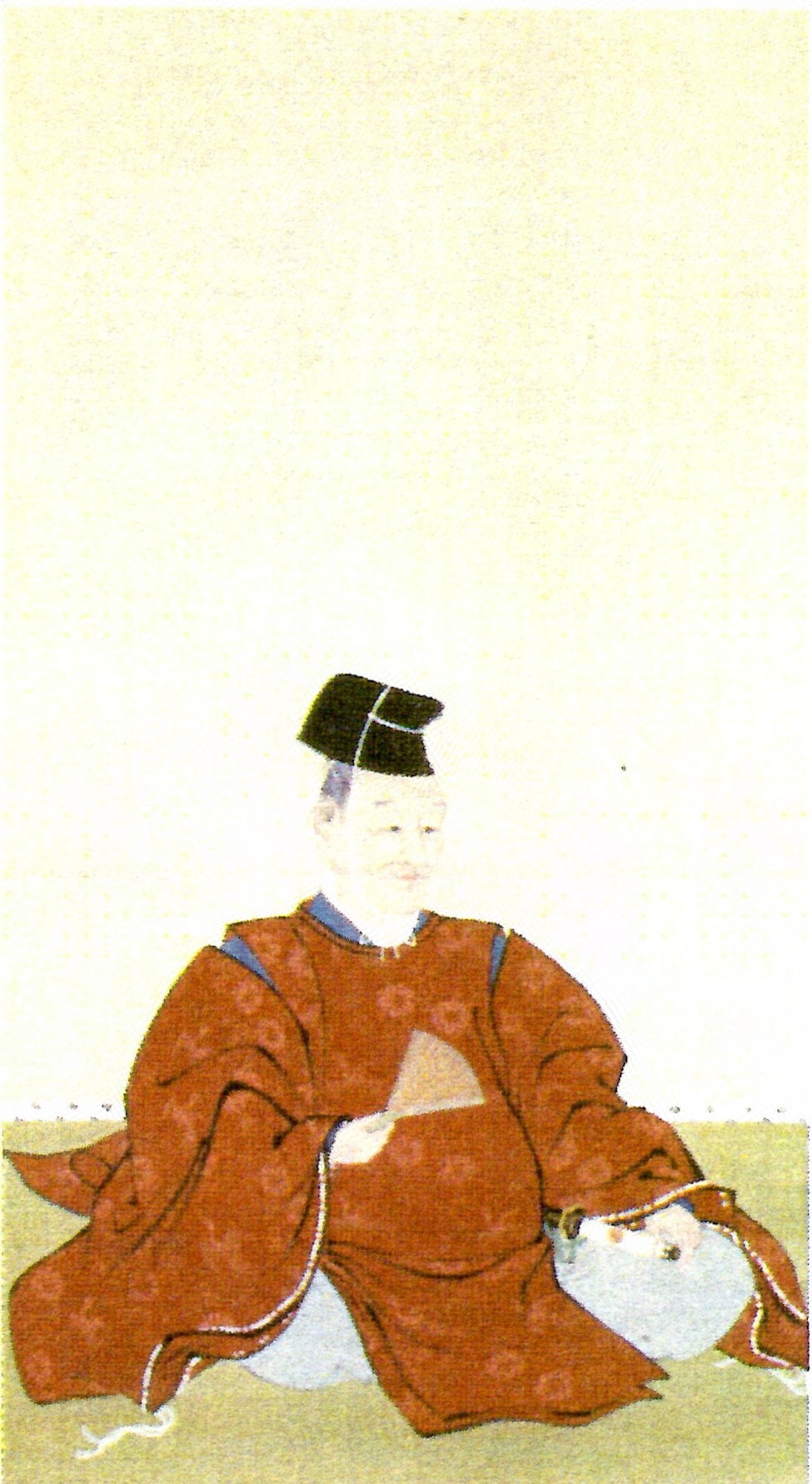
아사노 나가나오

아사노 나가나오(일본어: 浅野長直)는 에도 시대 전기의 다이묘이다. 하리마 아코번 초대 번주를 지냈다.
| 전임 아사노 나가시게 | 제2대 아사노가 나가시게류 당주 1632년 ~ 1671년 | 후임 아사노 나가토모 |

| 전임 아사노 나가시게 | 제2대 가사마번 번주 (아사노가) 1632년 ~ 1645년 | 후임 이노우에 마사토시 |

| 전임 이케다 데루오키 | 제1대 아코번 번주 (아사노가) 1645년 ~ 1671년 | 후임 아사노 나가토모 |